# Галас (журнал)
«Галас» — україномовний музичний ілюстрований журнал, присвячений сучасній українській і закордонній молодіжній та академічній музиці, технології і техніці звукозапису. Журнал виходив з 1996-го по 1999 рр. раз на місяць. Друкувався в Чехії і Словенії. Був першим українським періодичним виданням у галузі масової музичної культури. Головним редактором був Олександр Євтушенко.